# James Hill (politician)
James Stanley Allen Hill (n. 21 decembrie 1926 – d. 16 februarie 1999) a fost un om politic britanic, membru al Parlamentului European în perioada 1973-1979 din partea Regatului Unit. 
1. 1 2 3   http://www.assembly.coe.int/nw/xml/AssemblyList/MP-Details-EN.asp?MemberID=2081 Lipsește sau este vid: |title= (ajutor)
2. 1 2 3 4 5 6  Hansard 1803–2005